# Transit (roman)
Pour les articles homonymes, voir Transit.
Transit est un roman d'Anna Seghers, écrit en 1941 et 1942 à Mexico durant l'exil. Il paraît en anglais et espagnol en 1944. La version originale en allemand paraît pour la première fois en 1947 dans la Berliner Zeitung, et la première édition allemande en 1948.

## Résumé

Zone libre en France, 1940

Marseille, 1940 : anciens combattants de la guerre d'Espagne, déserteurs, juifs, écrivains, artistes et opposants allemands au nazisme, certains réfugiés comme Anna Seghers, tout ce que la Wehrmacht pourchasse se trouve, pour ainsi dire acculé le dos à la Méditerranée, en attente d'un hypothétique embarquement vers la liberté.
Si Marseille est encore située en zone libre, personne parmi les fugitifs ne doute de l'imminence d'une occupation totale de la France.

« Si ce roman est devenu le plus beau de ce que Anna Seghers a écrit, c'est certainement à cause de la situation historique et politique, atrocement unique, qu'elle a choisie comme modèle référent. Je doute que notre littérature, après 1933, puisse montrer beaucoup de romans qui soient écrits comme celui-ci, sans défaut, avec l'assurance du somnambule »

— Heinrich Böll.

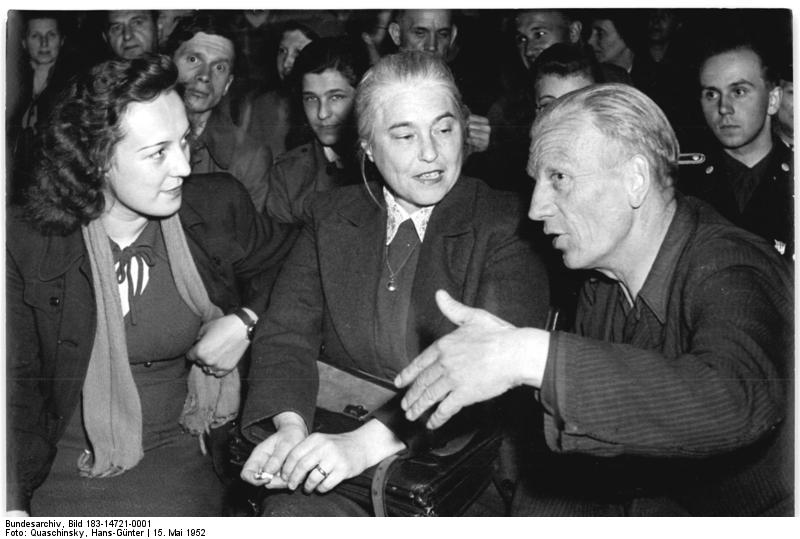
Semaine du livre à Berlin en 1952 (Anna Seghers au centre)

Le texte se présente comme le récit à la première personne d'un jeune homme, anonyme, qui, après avoir fui un camp de concentration en Allemagne, est rejoint par l'armée allemande dans un camp de rétention français, à l'automne 1940 : exode à Paris, descente à Marseille, démarches, recherche de documents (sauf-conduit, permis de séjour (à prolonger), visa d'entrée dans un pays-cible, billet de bateau, visa de transit (passage agréé par un ou plusieurs pays tiers), visa de sortie), vrais-faux papiers, cautions, garants, faux-semblants, mensonges, arnaques, arrangements, attentes, anxiétés, contrôles, prestataires, transitaires, cafés, hôtels...
Personnages français : la famille Binnet, Nadine, Brombello, l'homme-souris, le légionnaire...
Personnages étrangers, surtout allemands : Franz, Heinz, Paul Strobel, Ernst Sperber, Hermann Achselroth, Franzesco Weidel, Seidler, Meidler, Hartmann, Marie, le médecin, le chef d'orchestre...

## Éditions
- (de) Transit, (in Anna Seghers, Gesammelte Werke in Einzelausgaben, volume 5, Aufbau-Verlag, Berlin / Weimar, 1982.
- (de) Transit, Neue Ausgabe, Nachwort von Christa Wolf, Aufbau Taschenbuch-Verlag, Berlin, 1993,  (ISBN 3-7466-5153-0)
- (fr) Transit, Traduction de Jeanne Stern, postfaces : Nicole Bary, Christa Wolf, Librairie générale française, Biblio / Le Livre de poche, 2004 ; réédition, 2018, Autrement, 400 pages  (ISBN 978-2-7467-4770-8)

## Adaptations
- Transit (1991), film de René Allio
- Transit (2018), film de Christian Petzold